# D1 sorozat
Nem összetévesztendő ezzel: DT1 sorozat
Az D1 sorozat (Д1) egy négyrészes dízelmotorvonat-sorozat, melyet az 1960-1980-as években gyártott a magyar Ganz-MÁVAG a Szovjetunió vasútjai részére. Jelenleg Oroszországban, Litvániában és Ukrajnában közlekednek, illetve Moldovában ezek a szerelvények közlekednek az összes belföldi viszonylaton (a nemzetközi vonatokon hálókocsis szerelvények közlekednek).